# Crescentöarna
Crescentöarna (kinesiska: 永樂群島, pinyin Yǒnglè Qúndǎo) är en ögrupp som utgör den sydvästligaste delen av Paracelöarna i Sydkinesiska havet. Såväl Folkrepubliken Kina som Vietnam och Taiwan anspråk på dem. Kina har haft kontrollen över öarna sedan 1974. Öarna saknar traditionell bofast befolkning.

Årsmedeltemperaturen är 25 °C. Den varmaste månaden är juli, då medeltemperaturen är 26 °C, och den kallaste är januari, med 23 °C. Genomsnittlig årsnederbörd är 1 736 millimeter. Den regnigaste månaden är september, med i genomsnitt 346 mm nederbörd, och den torraste är mars, med 13 mm nederbörd.